# بوريس تيشين
بوريس تيشين (2 يناير 1929 – 28 أغسطس 1980) هو ملاكم من الاتحاد السوفيتي راحل، مثّل بلاده في الألعاب الأولمبية الصيفية 1952 وحقق الميدالية البرونزية في فئة الوزن المتوسط الخفيف.

## روابط خارجية
بوريس تيشين على موقع أوليمبيديا (الإنجليزية)